# 보이차
보이차(중국어: 普洱茶, 병음: pǔ'ěr chá 푸얼차[*], 영어: Pu'er tea)는 중화인민공화국 운남성 남부 지방에서 생산된 발효차의 일종이다. 독특한 향과 색을 가지고 있으며 미생물로 발효한 후발효차 또는 흑차(黑茶)에 속한다. 보이차를 말이나 당나귀에 싣고, 티베트나 네팔, 인도에 수출한 길을 차마고도(茶馬古道)라고 한다.

## 명칭
'보이'는 명·청 시기에 지금의 서쌍판납(西雙版納, 시솽반나) 및 사모(思茅, 쓰마오) 지역을 관장하던 행정 소재지 명칭이다. 운남성 남부를 관할하던 이 행정 소재지에 당시의 운남산 차들이 모여들었기 때문에 보이차라는 명칭이 생겨나게 되었다.

## 구분

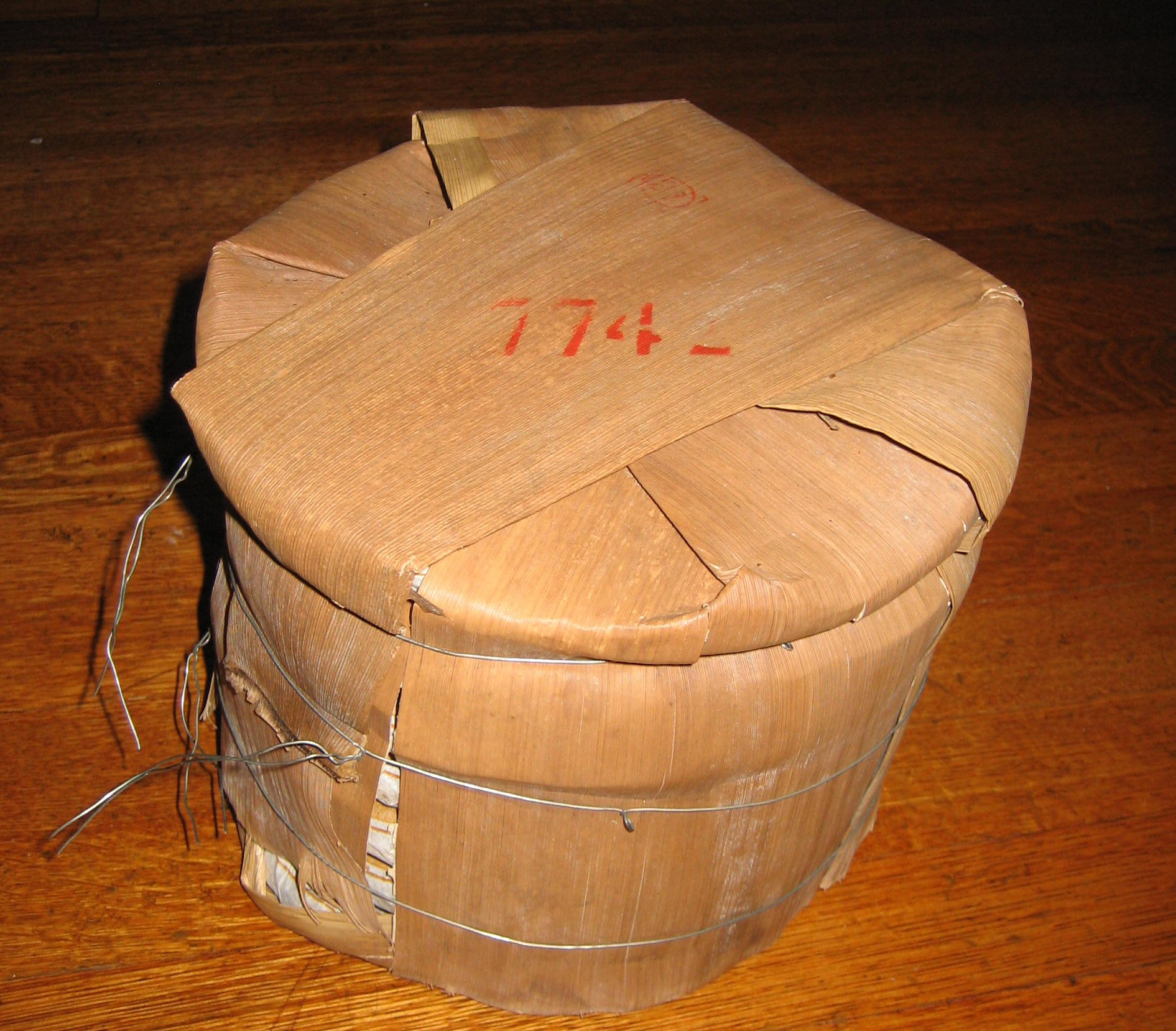
칠자병차

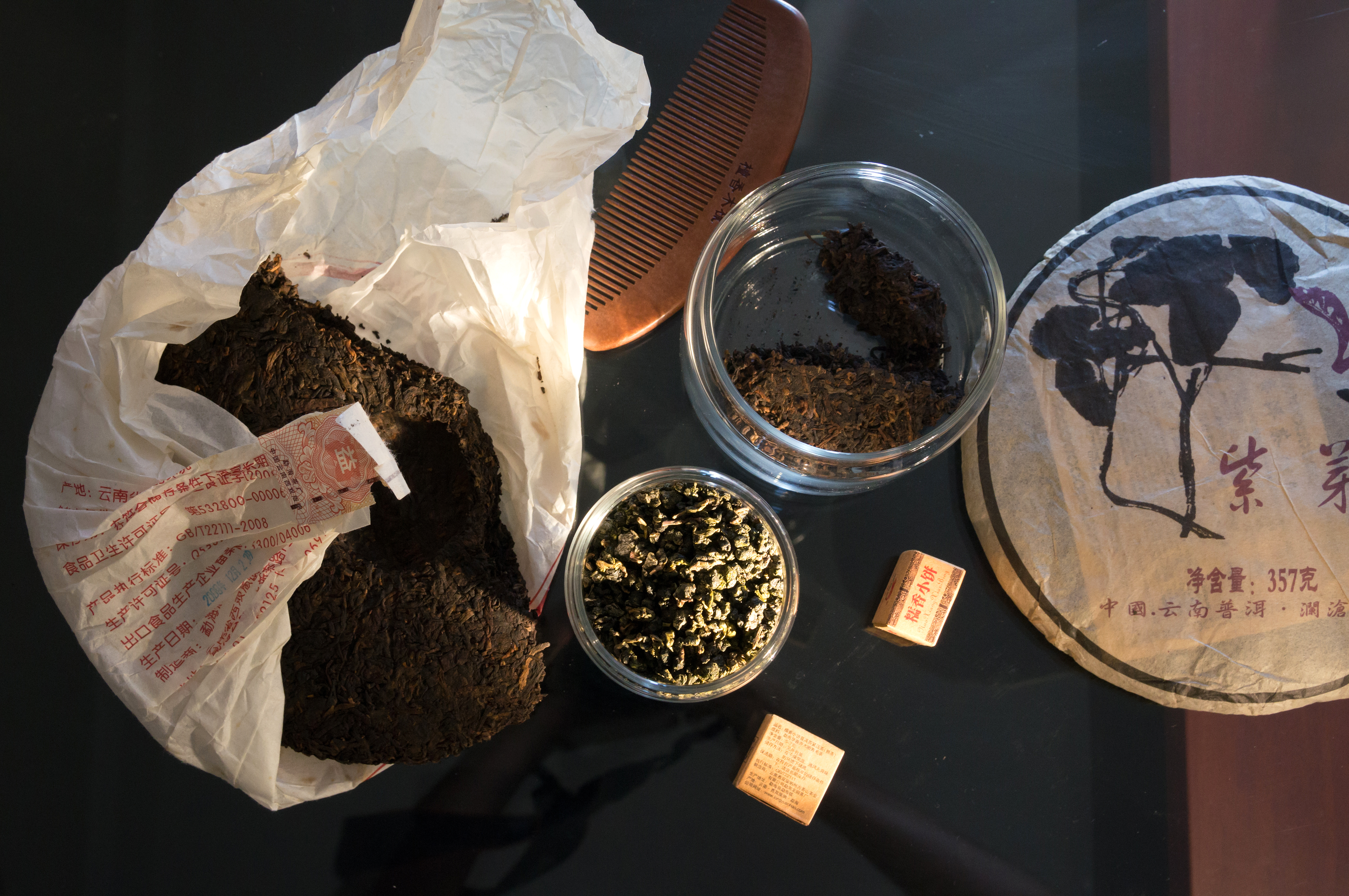
보이차

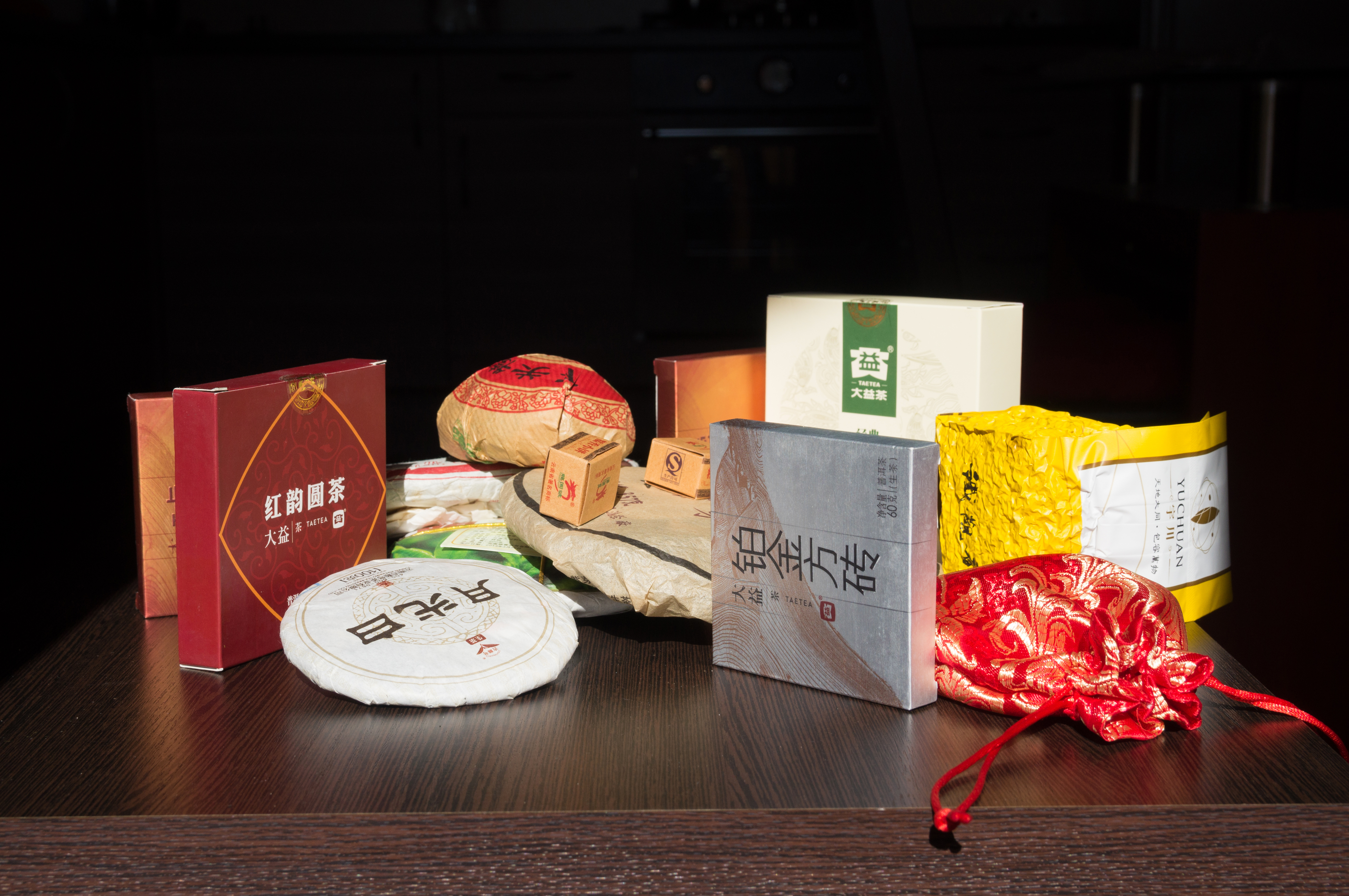
보이차

### 모양에 따른 구분
보이차는 완성된 모양, 제다 방법에 따라 크게 나뉜다. 산차, 전차, 타차, 병차 산차가 대표적이다.  
병차, 타차, 전차는 찻잎을 뭉쳐 모양을 잡은 긴압차이다. 산차는 긴압을 하지 않은, 우리가 흔히 보는 잎차 형태의 차다. 긴압은 산차에 짧은 시간 수증기를 가해 잎을 부드럽게 한 후 무거운 물체로 누르는 등 압력을 가하고 다시 건조하는 과정을 거쳐 찻잎을 단단하게 뭉치는 과정이다. 긴압을 거쳐 부피를 줄이고 모양을 일정하게 만들면 운송이 쉬워진다는 장점이 있다.    
가장 흔한 것이 둥글고 납작한 빈대떡 형태의 차인데, 흔히 병차(餠茶)라고 한다. 시중에서 판매되는 많은 보이차에는 '칠자병차(七子餠茶)'라는 말이 새겨져 있는데, 여기서 병차는 차의 모양을 말하는 것이고, 칠자란 이 차들이 일곱 개씩 포장되어 운반되었기 때문에 붙은 이름이다.  
전차는 찻잎을 벽돌모양의 육면체로 눌러 뭉친 형태의 차다. 특히 한 면이 정사각형인 틀에 넣어 긴압한 전차를 방전차라고 한다.  
산차란 찻잎을 뭉치지 않고, 우리가 흔히 보는 잎녹차의 찻잎 형태로 그냥 흩어놓은 차를 말한다. 

### 제다 방법에 따른 구분
보이차는 또 제다 방법에 따라 크게 생차(生茶)와 숙차(熟茶)로 나눈다. 구분의 기준은 차를 완성할 당시에 발효가 되었느냐 되지 않았느냐에 달려 있으며, 발효시키지 않은 찻잎으로 만든 차가 생차, 이미 발효된 찻잎으로 만든 차가 숙차다.  
숙차는 전통적인 숙차와 악퇴(渥堆)기법을 사용한 현대 숙차로 나뉜다. 전통적인 숙차는 시들이기를 한 후 다시 습기를 주는 과정을 거듭하여 생차보다 발효도를 높인다. 악퇴숙차는 시들이기와 비비기를 한 차엽더미에 진행하는데, 물을 뿌려주며 마포를 덮은 후 쌓아두기와 뒤집기를 약 두 달간 반복해 빠르게 발효시킨다. 오늘날 유통되는 숙차는 악퇴숙차가 대부분이다. 
생차이면서 그 모양이 병차인 차를 흔히 생병(혹은 청병)이라 하고, 숙차이면서 병차인 차를 숙병이라고 한다. 그런데 얼마 전까지도 이러한 개념이 분명하게 정립되지 않아서 오래된 보이차는 모두 숙차라는 잘못된 인식이 지배적이었다. 하지만 전통적인 보이차 제다법은 생차로 차를 만든 후, 장기간에 걸쳐 보관하면서 서서히 발효시키는 것이다. 생차로 만들어진 보이차는 한두 해 정도로는 그 참맛을 느낄 수 없고, 장기간에 걸쳐 제대로 보관하지 않으면 그야말로 보이차다운 보이차가 되지 않는다. 만들어진 직후의 보이 생차는 맛이 떫을 뿐더러 향이나 약효 역시 오래 묵은 보이차와는 전혀 딴판이다.  

## 보관법
보이차 보관 시 유의하지 않으면 곰팡이가 피거나 썩을 수 있어 주의해야 한다. 보이차는 직사광선을 피해 서늘하고 통풍이 잘 되는 곳에 보관해야 한다. 또한 습도가 높지 않아야 하며 냄새가 밸 수 있어 음식 옆에 보관하는 것도 좋지 않다.

## 효능
갈산이 풍부하여 지방축적 방지와 항산화 작용에 효과가 있다. 또한 숙취해소에도 효과가 있다. 보이차는 알코올이 체내 축적되는 것을 억제하고 숙취를 완화한다. 이뇨작용이 뛰어나기 때문에 노폐물을 제거하는 데도 도움을 준다.  보이차에 함유된 ‘카테킨’ 성분은 체내 활성산소가 몸을 산화해 세포를 노화시키는 과정을 막는다. 카테킨은 콜레스테롤 수치 완화에도 도움을 주며 관상동맥질환 및 동맥경화 위험도를 줄인다. 질 좋은 보이차는 감기 예방에 도움이 된다.

## 부작용
빈속에 보이차를 마시는 경우 카페인으로 인해 가볍게 일시적인 혈압상승이 생길 수 있다. 그러나 고혈압 환자에게 위험할 정도는 아니다. 보이차에는 카페인이 함유돼 있어 카페인에 민감하다면 주의해야 한다. 또 보이차는 철분제 흡수율을 떨어트려 칼슘 영양제를 섭취하고 있는 사람이라면 전문의와 상담을 해보고 먹어야 한다. 또 너무 많이 먹을 경우 설사, 위경련 등의 부작용이 생기기 때문에 적당히 먹는 것이 좋다.

## 같이 보기
- 차마고도
- 차 (음료)
- 푸얼 시